# アルヴァマー序曲
『アルヴァマー序曲』（Alvamar Overture）作品45は、ジェイムズ・バーンズの吹奏楽曲。

## 概要
1981年にカンザス州ウィチタで開催された音楽祭で、ウィチタ地区の公立中学校による選抜吹奏楽団と指揮者ロバート・ホロウェルのために作曲された。
タイトルのアルヴァマーは、作曲者が住むカンザス州ローレンスにあり、作曲者がよく週末にプレーすると語るゴルフ場の名前から取られたものである。このゴルフ場はアルヴァとマリーが経営していることからその名が付けられている（2017年にジェイホーク・クラブと改称）。
4/4拍子 - 3/4拍子(Bell Tones) - 4/4拍子、Allegro Vivo (♩=132) - Adagio (♩=66) - Tempo Primo (♩=132)の三部形式で書かれている。
日本においては、この曲を初めて国内録音した汐澤安彦指揮する東京佼成ウインドオーケストラが、楽譜の指定より1.2倍速いテンポで演奏しており、そのテンポでの演奏も広く行われている。
楽譜は、1981年にアメリカのベルウィン・ミルズ（Belwin Mills Publishing Corp.）から出版され、日本および東アジア向けには1981年に東亜音楽社からも出版されている。
演奏時間は8分26秒。

## 編成
| 木管 | 木管                          | 金管 | 金管 | 弦・打 | 弦・打                                                                            |
| ---- | ----------------------------- | ---- | ---- | ------ | --------------------------------------------------------------------------------- |
| Fl.  | 2                             | Tp.  | 3    | Cb.    |                                                                                   |
| Ob.  | 1                             | Hr.  | 3    | Timp.  | ●                                                                                 |
| Fg.  | 2                             | Tbn. | 3    | 他     | 3 (Bells, Snare Drum, Tambourine, Cymbals (crash/suspended), Triangle, Bass Drum) |
| Cl.  | 3, Alto, Bass, C-Alto, C-Bass | Bar. | ●    | 他     | 3 (Bells, Snare Drum, Tambourine, Cymbals (crash/suspended), Triangle, Bass Drum) |
| Sax. | Alt. 2 Ten. 1 Bar. 1          | Tub. | ●    | 他     | 3 (Bells, Snare Drum, Tambourine, Cymbals (crash/suspended), Triangle, Bass Drum) |